# فرد ديكسون (سياسي)
فرد ديكسون هو سياسي كندي، ولد في 20 يناير 1881، وتوفي في 18 مارس 1931. حزبياً، نشط في Dominion Labour Party (Manitoba) ‏ وIndependent Labour Party (Manitoba, 1920) ‏.